# Zdeněk Drlík
Zdeněk Drlík (6. září 1927 Brno – 13. září 2007 tamtéž) byl český fotbalový útočník a trenér. Je pohřben v Brně-Komíně.

## Hráčská kariéra
V československé nejvyšší soutěži hrál za Spartak KPS Brno v ročníku 1961/62 při jeho jediné účasti (13.08.1961–06.05.1962), vstřelil jeden prvoligový gól (podrobně zde). Za královopolské A-mužstvo nastupoval od poloviny 40. let 20. století. Na sklonku kariéry hájil barvy Spartaku Líšeň.

### Prvoligová bilance
| Ročník          | Zápasy | Góly | Minuty | Klub                |
| --------------- | ------ | ---- | ------ | ------------------- |
| I. liga 1961/62 | 11     | 1    | 873    | TJ Spartak KPS Brno |
| CELKEM I. LIGA  | 11     | 1    | 873    |                     |

## Trenérská kariéra
Po skončení hráčské kariéry se stal trenérem. Působil mj. ve Spartaku Líšeň (1965–1969).